# أبو العرفان الندوي
أبو العرفان خان الندوي (1341 - 1409 ه‍ـ / 1923 - 1988 م) هو عالم مسلم، من أهل الهند.
ولد في جونفور الواقعة ضمن ولاية أتر برديش. التحق بدار العلوم بديوبند وبها تعلم العربية. من آثاره: «الأئمة الأربع» و«علم الكلام» و«الثقافة الإسلامية في الهند».